# چو چانگ-مین
این یک نام کره‌ای است؛ نام خانوادگی چو است.
چو چانگ-مین (انگلیسی: Choo Chang-min؛ زادهٔ ۱ ژانویهٔ ۱۹۶۶) کارگردان فیلم و فیلم‌نامه‌نویس اهل کره جنوبی است که یکی از فیلم‌های او، مبدل‌پوش مورد توجه منتقدان و تماشاگران واقع شد و برخی منتقدین آن را بهترین فیلم سال ۲۰۱۲ در کرهٔ جنوبی دانستند. با ۱۲٫۳ میلیون قطعه بلیتی که فروخته‌شد، این فیلم ۶مین فیلم پرفروش تاریخی در کرهٔ جنوبی محسوب می‌شود. همچنین مبدل‌پوش در ۴۹مین دورهٔ جایزهٔ ناقوس بزرگ، توانست در ۱۵ رده از جمله بهترین فیلم، بهترین کارگردان، بهترین نمایشگاه و بهترین بازیگر، برنده شود.
آغاز فعالیت حرفه‌ای وی در سینما از سال ۱۹۹۹ میلادی و با دستیاری کارگردان آغاز شد و اولین فیلم کوتاهش را در سال ۲۰۰۰ میلادی و نخستین فیلم بلندش را در سال ۲۰۰۵ میلادی ساخت.